# マルディ空港
マルディ空港（マルディくうこう、英語：Marudi Airport、(IATA: MUR, ICAO: WBGM)）は、マレーシアのサラワク州マルディにある空港。10/28 の滑走路1本があり、駐機場は3機ないし4機のデ・ハビランド・カナダ DHC-6 ツイン・オッターに同時に対処できる。

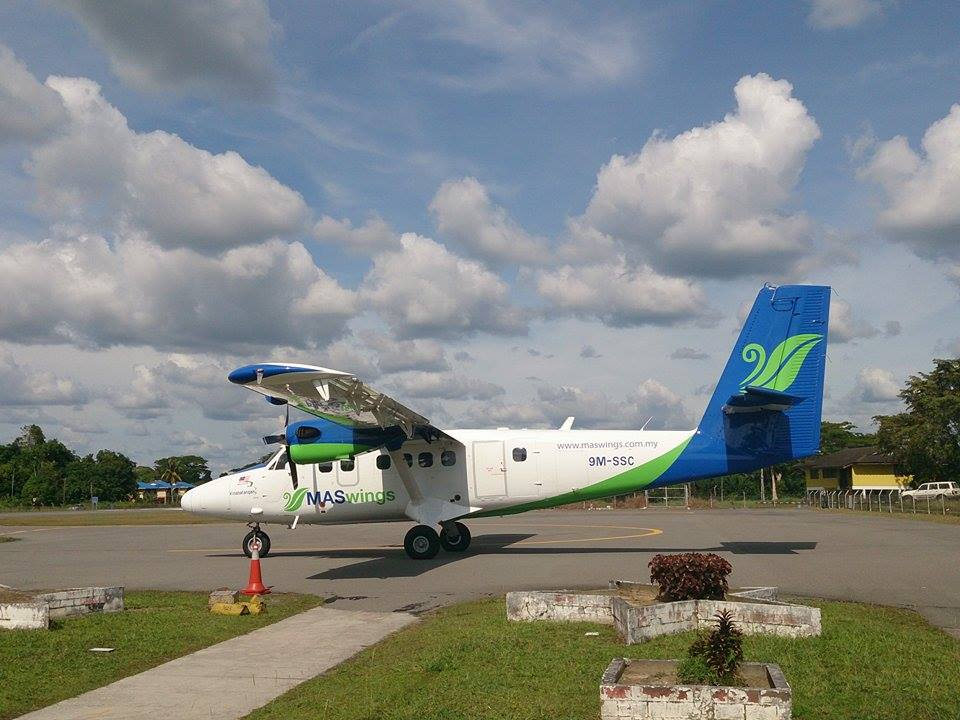
マルディ空港で撮影された、MASwings デ・ハビランド・カナダ DHC-6-400 ツイン・オッター。

## 就航航空会社と就航都市

### 国内線
| 航空会社 | 就航地                                                                                                 |
| -------- | --- |
| MASwings | バリオ空港、ロング・アー空港、ロング・バンガ空港、ロング・レラング空港、ロング・セリダン空港、マリ空港 |

## 事故
- 2012年11月7日：MASwings 3592便として運行されていたデ・ハビランド・カナダ DHC-6 ツイン・オッター (9M-MDO) が, マリからマルディへ飛来して着陸した際に、機体が滑走路から左に外れ、水路にはまって停止した。搭乗していた17名は全員が無事であった[3]。
- 2016年8月27日：MASwings 3568便として運行されていたデ・ハビランド・カナダ DHC-6-400 ツイン・オッター (9M-SSB) が, マリからマルディへ飛来して着陸した際に、機体が滑走路から左に横滑りした。搭乗員2名を含む乗客乗員全員が無事であった。負傷者も出なかった[4]。